# 古川奈苗
古川 奈苗（ふるかわ ななえ、1987年12月30日 - ）は、日本の女優。福島県出身。旧芸名：奈苗・ななえ。漫画・イラスト・特殊造型・特殊メイクアーティスト。プロレスラー。

## 経歴
日活芸術学院卒業後、特殊メイクアーティスト松井祐一の弟子として映画やドラマなどで特殊メイクスタッフアシスタントを4年経たのち、2012年より役者へ。
劇団『兎座』共同主宰として女優活動。
歌舞伎町にある「人間レストラン」店長、現在はプロデューサーに就任。店名の由来は向かいのお店がロボットレストランのため、人間しかいないレストランから。
プロレスラーとしては「古川奈苗#プロレス活動」を参照。

## 出演

### 映画
- 青春墓場 - 主演 小劇場の女 役
- パンク侍、斬られて候
- テラフォーマーズ
- レンタル×ファミリー
- 生きない[2]
- 快感メモリー 〜三人の今日子〜（2023年） - 金子 役
- リング・オブ・ザ・リビングデッド（2024年）- 主演

### テレビ
- 痛快TV スカッとジャパン
- ひみつ×戦士 ファントミラージュ!
- 魔法×戦士 マジマジョピュアーズ!

### 舞台
- 東京ギロティン倶楽部旗揚げ公演 演出：住田拓英【東京奇人博覧会】（2013年）
- fanny farm旗揚げ公演 演出：井上テテ（劇団マカリスター）【特殊清掃GO!GO!GO!】（2013年）
- 【ラフカット2014 20周年スペシャル】第3話松尾スズキ脚本(洞海湾)  演出：堤 泰之（2014年）
- 劇団竹 演出：竹林林重郎【屍と幸せの国のドブネズミ】ヒロイン （2015年）
- 劇団時間制作 演出：谷碧仁【SEX】（2015年）
- 劇団時間制作 演出：谷碧仁【皮肉にも雨は降る】（2016年）
- 劇団時間制作 演出：谷碧仁【白紙の目次】（2016年）
- 劇団竹 演出：竹林林重郎【HEART CITRON MELANCHORIC CAFE】（2016年）
- 東京ノ温度 【ありすとてれす ぼうねんかい】主演 （2016年）
- しゅうくりー夢vol60【天使の心臓】（2017年）
- 女々presents【エグ女3】（2017年）
- 女々presents【ドブ恋8】（2017年）
- 兎座旗揚げ公演【19871988】（2017年）共同主宰
- Tohoku Routes Project vol2【星の祭に降る夜】（2018年）
- 女々presents【ドブ恋9】（2018年）
- 劇団竹【BEAST IN THE UNDERGROUND】（2018年）
- 劇団時間制作【こっちとそっち】（2018年）
- TBSラジオ主宰【エグ女2019】（2019年）
- 女々presents【ドブ恋10】（2019年）
- 劇団時間制作【ほしい】（2019年）
- 兎座第2回公演【兎の姉妹】（2019年）共同主宰
- 劇団時間制作【赤すぎて黒】（2020年）
- 兎座番外公演【兎たちの自由研究】（2020年）
- 東京印公演【One Cup Of Rice〜おにぎりの結び方2020〜】（2020年）
- Tohoku Routes Project【十年後のミラーボール】（2021年配信舞台）
- 兎座第3回公演【牛乳の唄】（2021年）
- 劇団だるま座【1/4の楽園〜1999或るキャバレーの唄〜】（2021年）
- GOODEARTH presents 兎座番外公演【脳天ハイマー】（2024年・2025年）[3][4]
- 大統領師匠【はんなま砦は夜更けまで】（2024年）[5]
- 藤原たまえプロデュース【大遺作】（2025年公演予定）[6]

### モデル
- 【スチームパンク東方研究所2】アーティスト：chasukeモデル グラフィック社（2012年）
- 【コンセプチュアル特殊メク2】アーティスト：百武 朋モデル グラフィック社（2012年）
- 【キャラ作画のつぼ】グラフィック社（2012年）
- 【スチームパンク東方研究所4】アーティスト：kammty moonモデル グラフィック社（2014年）
- 【怖い女の仕返しシリーズ】【ご近所の怖い噂シリーズ】【家庭のミステリーシリーズ】全てぶんか社 レギュラー表紙モデル（2015年 - ）

### CM・WEB・DVD
- CM【タケダ製薬 ハーブインタケダ】（2014年）
- CM 「SONY」ワイヤレススピーカー シェアハウス編 （2015年）
- web【メンズヘルスクリニック  ビートたけしが考える妄想メンズヘルス治療コント】看護師役（2015年）[7]
- web8centi【そんな日もあるよね】シリーズ（2016年）
- DVD【戦慄の果てに女は嗤う】監督:平沼豊（2017年）
- CM【ナノエアーマスク】とぼける女編（2021年）

## プロレス活動

### 経歴
2023年、映画『THE CHALLENGER－希望のリング－』出演の役作りの一環として、同年8月26日、東京都・後楽園ホール『不思議の国のアイス2023』大会でプロレスラーとしてデビュー。対戦相手はしのせ愛梨紗＆小池真優香＆花屋ユウ（パートナーは咲蘭、南ゆうき）。
デビュー戦を終え、役作りで終わらせず、俳優活動と並行しながらプロレス活動を継続する意思を見せた。
海乃月雫とタッグチーム「ド根性ヤンキース」を組んでいる。